# Maximiliaanpark
Het Maximiliaanpark (Frans: Parc Maximilien) is een stadspark met een kinderboerderij in de Noordwijk van Brussel. Het park heeft ingangen aan de Koning Albert II-laan, Willebroekkaai, Helihavenlaan, Gaucheretstraat, Antwerpsesteenweg en de Willem De Molstraat.

## Geschiedenis

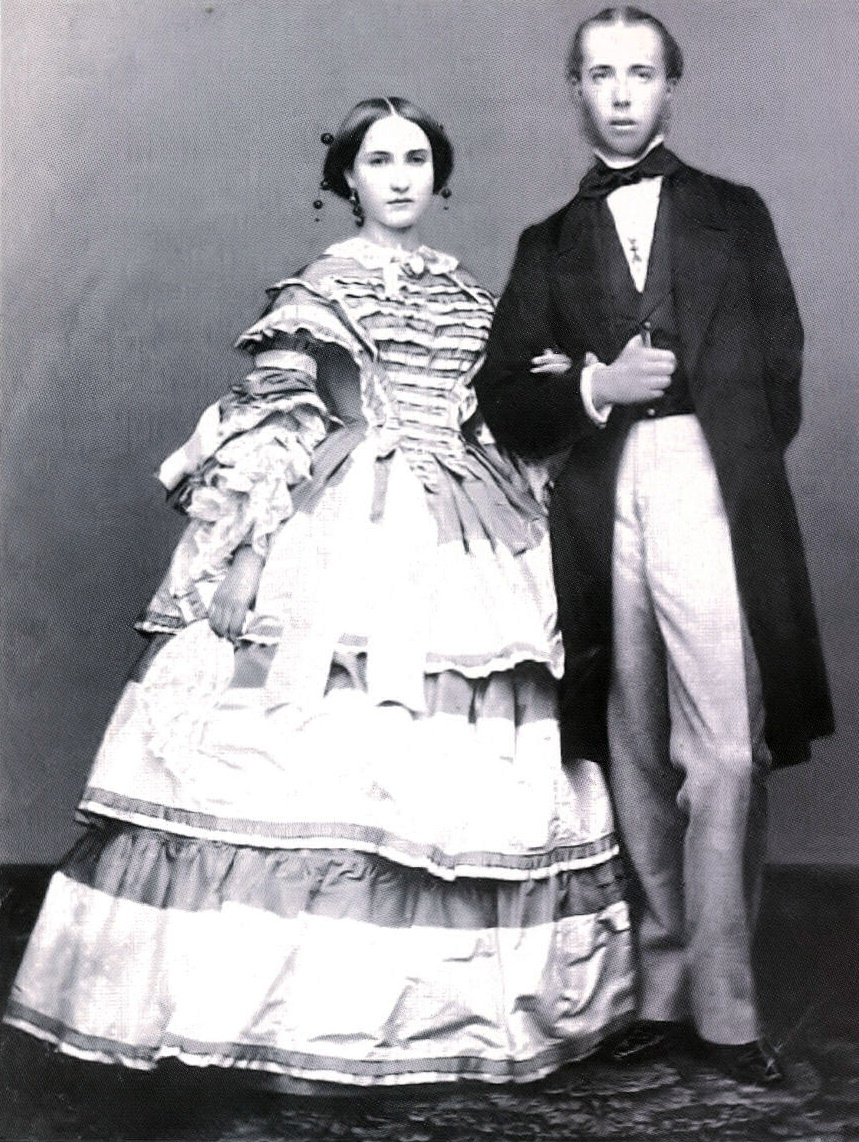
Maximiliaan en Charlotte
(1857), Koninklijke Collectie

Het Maximiliaanpark is vernoemd naar Maximiliaan van Mexico, die kortstondig Keizer was van het Tweede Mexicaanse Keizerrijk en tevens de echtgenoot van Charlotte van België, de enige dochter van Koning Leopold I. Maximiliaan was een aartshertog van Oostenrijk die in de jaren 1860 door de Franse keizer Napoleon III werd aangemoedigd om keizer van Mexico te worden. Hij regeerde van 1864 tot 1867 over Mexico, voordat hij werd geëxecuteerd door het republikeinse troepen van Benito Juárez. Het Maximiliaanpark werd in 1865 aangelegd ter ere van Maximiliaan, die op dat moment nog keizer van Mexico was. De site van het park was gedeeltelijk gebruikt voor het goederenstation Brussel-Groendreef tussen 1835 en 1954. Tussen 1953 en 1956 was er een Helihaven gevestigd in het park.

## Kinderboerderij
De boerderij van het Maximiliaanpark (Frans: La Ferme du Parc Maximilien) bevindt zich vlak bij metrohalte IJzer. In het park lopen onder andere kippen, schapen, geiten, konijnen en ezels.

## Vluchtelingencrisis 2015
Het park kreeg in 2015 heel wat media-aandacht tijdens de massale instroom van vluchtelingen uit onder andere Irak, Syrië en Afghanistan. In het park tegenover de Dienst Vreemdelingenzaken ontstond een tentenkamp waar meer dan 5.000 vluchtelingen een onderkomen vonden. In oktober 2015 werd het kamp ontruimd, ondanks protest.

## Heraanleg
Eind 2020 presenteerden de stad en het gewest Brussel het plan van de winnaar van een projectoproep voor de complete heraanleg van het park tegen 2025. Daarbij zou de Zenne over een afstand van 650 meter weer worden opengelegd.